# Carção
Carção é uma povoação portuguesa sede da Freguesia de Carção do Município de Vimioso, freguesia com 27,60 km² de área e 388 habitantes (censo de 2021), tendo, por isso, uma densidade populacional de 14,1 hab./km².

## Descrição
Situa-se no nó de convergência entre as aldeias de Argozelo e Santulhão, e é passagem obrigatória para quem se dirige à sede do município, da qual dista dez quilómetros. Tem por limites as freguesias de Argozelo, Pinelo, Vimioso, Santulhão e terras do Município de Bragança. A freguesia não compreende outras aldeiras, mas outrora compreendia cinco casais no rio Maçãs e onze moradores na Quinta da Veiga. 
Pertenceu ao antigo concelho de Outeiro, extinto em 1855, tendo passado a integrar o concelho (atual município) do Vimioso.
Os habitantes de Carção estão ligados ao comércio desde tempos muito antigos. Um grande número dos seus habitantes são descendentes de judeus que se refugiaram no século XV nas aldeias raianas. A importância do legado judaico revela-se no símbolo da junta de freguesia de Carção que tem no brasão uma mezuzá e uma menorá, o candelabro de sete braços, um dos mais antigos símbolos judaicos.

## Demografia
A população registada nos censos foi:
| Ano  | 0-14 Anos | 15-24 Anos | 25-64 Anos | > 65 Anos |
| 2001 | 56        | 55         | 238        | 176       |
| 2011 | 32        | 32         | 164        | 191       |
| 2021 | 22        | 28         | 174        | 164       |

## História

### Pré e Proto-História
O seu povoamento remonta a épocas ancestrais, como atestam os diversos vestígios arqueológicos que apareceram nas proximidades da povoação. De facto, no sítio conhecido por Castro, a cerca de dois quilómetros de Carção, foram encontrados restos de cerâmica e telhas apontados como marcas do seu passado mais recuado, como o “Castelo dos Mouros” e o “Poço dos Mouros”. Este encontra-se talhado na rocha e parece ter bastante profundidade, cerca de vinte metros.
Os Romanos também aqui deixaram marcas da sua presença, com destaque para a Ponte Romana sobre o rio Maças, que fazia ligação a Vimioso, e onde ainda hoje se podem ver pormenores bem traçados de uma Via Romana.
A “Fraga do Muro” e o “Forno da Batuqueira” constituem mais uma prova do passado da freguesia. Apesar da sua datação ser pouco clara, o povo diz que foram esconderijo dos Cristãos no tempo dos Mouros.

#### Idade Média
A primeira referência escrita a esta freguesia data de 1187, quando os monges do Convento de Castro de Avelãs deram a el-Rei D. Sancho I a herdade de benquerença, local no que é hoje Bragança, recebendo, em troca, a povoação de Carção. Durante o reinado de D. Sancho I, a freguesia foi dada a um fidalgo, D. Fagundo. Assim nos referem as Inquirições de D. Afonso III de 1285: “tanto Carção como a Igreja pertenciam ao rei D. Afonso Henriques e que o pároco era eleito pelo povo, mas o rei D. Sancho I doou-a a D. Fagundo, fidalgo de Leão”. A Ordem do Hospital (Ordem de Malta) também tinha aqui alguns bens.
Por carta de 23 de Fevereiro de 1418, D. João I concedeu ao “Castelo Douteiro de Miranda” as aldeias de Pinelo, Algoso, Santulhão e “Garçam”, ou seja, Garção. Foi um curato de apresentação do cabido de Miranda e tinha um rendimento anual se seis mil réis de côngrua e o pé de altar. Pertenceu ao concelho de Outeiro até 1853, anos em que, pela reforma administrativa, foi extinto e Carção passou a integrar o de Vimioso.
A partir do século XV e XVI iniciou-se o seu maior povoamento. Este facto ficou a dever-se à expulsão dos judeus de Espanha pelos Reis Católicos Isabel I de Castela e Fernando II de Aragão (Decreto de Alhambra de 1492). Assim, entraram em Portugal milhares de pessoas e, pelo lado de Miranda do Douro, calcula-se que tenham entrado cerca de 3000 pessoas. Inicialmente, fixaram-se num local chamado Prado das Cabanas, quatro quilómetros a leste de Vimioso, dispersando-se depois, pouco a pouco. Uma vez que Carção estava bem situada e tinha feira todos os meses, aqui chegaram muitas pessoas de origem judaica, trazendo com elas uma nova cultura e uma nova economia.

#### Idade Moderna e Contemporânea
Em 1855, Carção foi atacada pela cólera-morbo que provocou a morte a cento e catorze pessoas, falecendo três a quatro pessoas por dia. Nesta altura, foi determinante o auxilio do pároco Luís Dias Poças Falcão, natural de Carção.
Carção foi referido por Camilo Castelo Branco no seu romance mais conhecido, “Amor de Perdição”. Daqui era natural Bento Machado, o típico recoveiro, cuja morte foi vingada por seu filho.

### Toponímia
No que se refere à sua toponímia, Carção parece derivar de Garçom, cujo significado é moço, mancebo, uma vez que a evolução do G para C é frequente no português. Num documento de 1187, chama-se Carzom; em 1914 surge com a forma de Carceo; nas Inquirições, Carzom, Carceon e Carcion; e, em 1530, era já Carçom. É notória a evolução regular para a forma actual de Carção.
Na toponímia local sobressaem ainda os nomes de Penas Altas e de Pena Ataínha, talvez de origem germânica. Tanto “Tagina” como “Pena” parecem significar morada construída na rocha e, de facto, as primitivas casas desta povoação estavam edificados sobre a rocha. Diziam os antigos que as primeiras casas foram erguidas nestes locais para as terras férteis ficarem disponíveis para o cultivo.

## Festas principais
A freguesia de Carção tem por orago Nossa Senhora das Graças, cuja festa se celebra no último Domingo de Agosto. Carção é conhecida no concelho de Vimioso e arredores, principalmente devido às suas festas em honra de São Roque 15/16 de Agosto e principalmente às de Nossa Senhora das Graças no último domingo, onde fazem grandes procissões de fé e tem normalmente grandes conjuntos de música nos últimos 10 dias antecedentes ao último Domingo de Agosto.